# Miňovce
Miňovce – wieś (obec) na Słowacji położona w kraju preszowskim, w powiecie Stropkov. Pierwsze wzmianki o miejscowości Miňovce pochodzą z 1430 roku.
Według danych z dnia 31 grudnia 2012 roku, wieś zamieszkiwało 348 osób, w tym 167 kobiet i 181 mężczyzn.
W 2001 roku pod względem narodowości i przynależności etnicznej wieś zamieszkiwało 98,88% Słowaków oraz 0,84% Czechów.
Ze względu na wyznawaną religię struktura mieszkańców kształtowała się w 2001 roku następująco:
- Katolicy rzymscy – 25,00%
- Grekokatolicy – 73,03%
- Ewangelicy – 0,28%
- Prawosławni – 0,28%
- Ateiści – 0,56%
- nie podano – 0,84%